# Goetheana pushkini
Goetheana pushkini är en stekelart som beskrevs av Triapitsyn 2005. Goetheana pushkini ingår i släktet Goetheana och familjen finglanssteklar. Inga underarter finns listade i Catalogue of Life.